# Henrik Svane
Henrik Svane (født 8. februar 1947 i Aarhus) er cand.phil. og tidligere medlem af Folketinget for Det Radikale Venstre i Nordjyllands Amtskreds.
Henrik Svane blev student fra Tønder Statsskole i 1966 og tog senere en kandidatgrad i musikvidenskab fra Aarhus Universitet i 1976. Han arbejdede som højskolelærer ved Danebod Højskole fra 1976 til 1983. Året efter blev han forstander for Den Sønderjyske Højskole for musik og teater, hvor han var frem til 1991. Han fungerede som leder af Dansk Flygtningehjælp i Nordjylland fra 1991 til 1994. Han var 2001-03 rektor for Det Jyske Musikkonservatorium i Aarhus. Derudover har han arbejdet freelance indenfor bl.a. kordirektion og -instruktion.
Han var opstillet til Folketinget i Aalborg Nordkredsen fra 1994 og blev midlertidigt medlem i flere perioder, første gang 6.-12. februar 1996, senere 13. marts 1997-11. marts 1998 og igen fra 31. marts 1998 frem til folketingsvalget 20. november 2001. Han var stedfortræder for Marianne Jelved, der var økonomiminister. I Folketinget var Svane sit partis kultur- og kirkeordfører samt flygtninge- og indvandrerpolitisk ordfører.